# Downes Medal
Die Downes Medal (eigentlich Downes Bronze Medal) ist die höchste Auszeichnung der Architectural Association of Ireland, die ihren  Sitz in Dublin hat. Sie wird seit 1906 vergeben.
Die Medaille ist einer von maximal sieben möglichen Preisen der AAI (AAI Awards), die jedes Jahr vergeben werden. Sie wird an geplante oder realisierte Projekte von herausragendem architektonischem Wert nach Ermessen einer Jury vergeben. Es können Projekte eingereicht werden von in Irland tätigen Architekten oder irischen Architekten, die im Ausland arbeiten. Die Jury wechselt von Jahr zu Jahr und besteht aus fünf Personen: einem Architekturkritiker, zwei irischen Architekten, einem ausländischen Architekten und einem angesehenen Nicht-Architekten. Wichtiges Element der Preisverleihung ist die Veröffentlichung der Kommentare der Jury-Mitglieder in einem Katalog und der verbandseigenen Zeitschrift Irish Architecture.
Als Architekturbüros von internationalem Ruf haben Grafton Architects und O’Donnell + Tuomey die Medaille mehrfach erhalten.
Die Downes Bronze Medal wurde 1905 von Harry Allberry, einem Gründungsmitglied der Architectural Association of Ireland,  gestiftet. Sie sollte einem Mitglied verliehen werden, das die besten Skizzen und Zeichnungen von einem Gebäude erstellt hat, das vor 1820 erbaut wurde. Die Vergabe in dieser Form wurde Anfang der 1950er Jahre eingestellt.

## Preisträger
- 1986: nicht vergeben
- 1987: Harp Brewhouse, Dundalk, Mitchell Ó Muire Smyth
- 1988: nicht vergeben
- 1989: Entrance hall, bar & restaurant, Point Depot, Dublin, Shay Cleary
- 1990: Living in the city, Dublin, O’Donnell + Tuomey
- 1991: nicht vergeben
- 1992: The Irish Pavilion auf der Architekturbiennale in Venedig, Italien, O’Donnell + Tuomey
- 1993: Becket Theatre im Trinity College Dublin, de Blacam and Meagher
- 1994: nicht vergeben
- 1995: The Printworks, Temple Bar, Dublin 2, Group 91 / Derek Tynan Architects
- 1996: The Ark, Temple Bar, Dublin 2, Group 91 / Shane O’Toole and Michael Kelly
- 1996: Black Church Print Studios, Temple Bar, Dublin 2, McCullough Mulvin
- 1997: Gallery of Photography, Temple Bar, Dublin 2, Group 91 / O’Donnell + Tuomey
- 1998: nicht vergeben
- 1999: Ranelagh multi-denominational school, Dublin 6, O’Donnell + Tuomey
- 2000 und 2001: nicht vergeben
- 2002: Furniture College Letterfrack, County Galway, O’Donnell + Tuomey
- 2003: Ussher Library, Trinity College Dublin, McCullough Mulvin Architects, and KMD Architecture
- 2004: A way to school – Ardscoil Mhuire, Ballinasloe and North Kildare Educate Together Project, Celbridge, Grafton Architects
- 2005: Alma lane, Monkstown, County Dublin, Boyd Cody
- 2006: Poustinia, Glencomeragh House of Prayer, Clonmel, County Tipperary, Architects Bates Maher
- 2007: nicht vergeben
- 2008: Brookfield Community Youth Centre and Crèche, Dublin 24, Hasset Ducatez Architects
- 2009: Wirtschaftsuniversität Luigi Bocconi, Mailand, Italien, Grafton Architects
- 2010: Timberyard Social Housing, Coombe Bypass, Dublin 8, O’Donnell + Tuomey
- 2011 und 2012: nicht vergeben
- 2013: Slievebawnogue Houses, Clancy Moore Architects
- 2014: MAC, Belfast, Hackett Hall McKnight
- 2015: nicht vergeben
- 2016: Inchicore Model School, Inchicore, Dublin 10, Donaghy + Dimond Architects
- 2017, 2018 und 2019: nicht vergeben
- 2020: Toulouse School of Economics, Frankreich, Grafton Architects
- 2021: nicht vergeben